# 中华全国新闻工作者协会

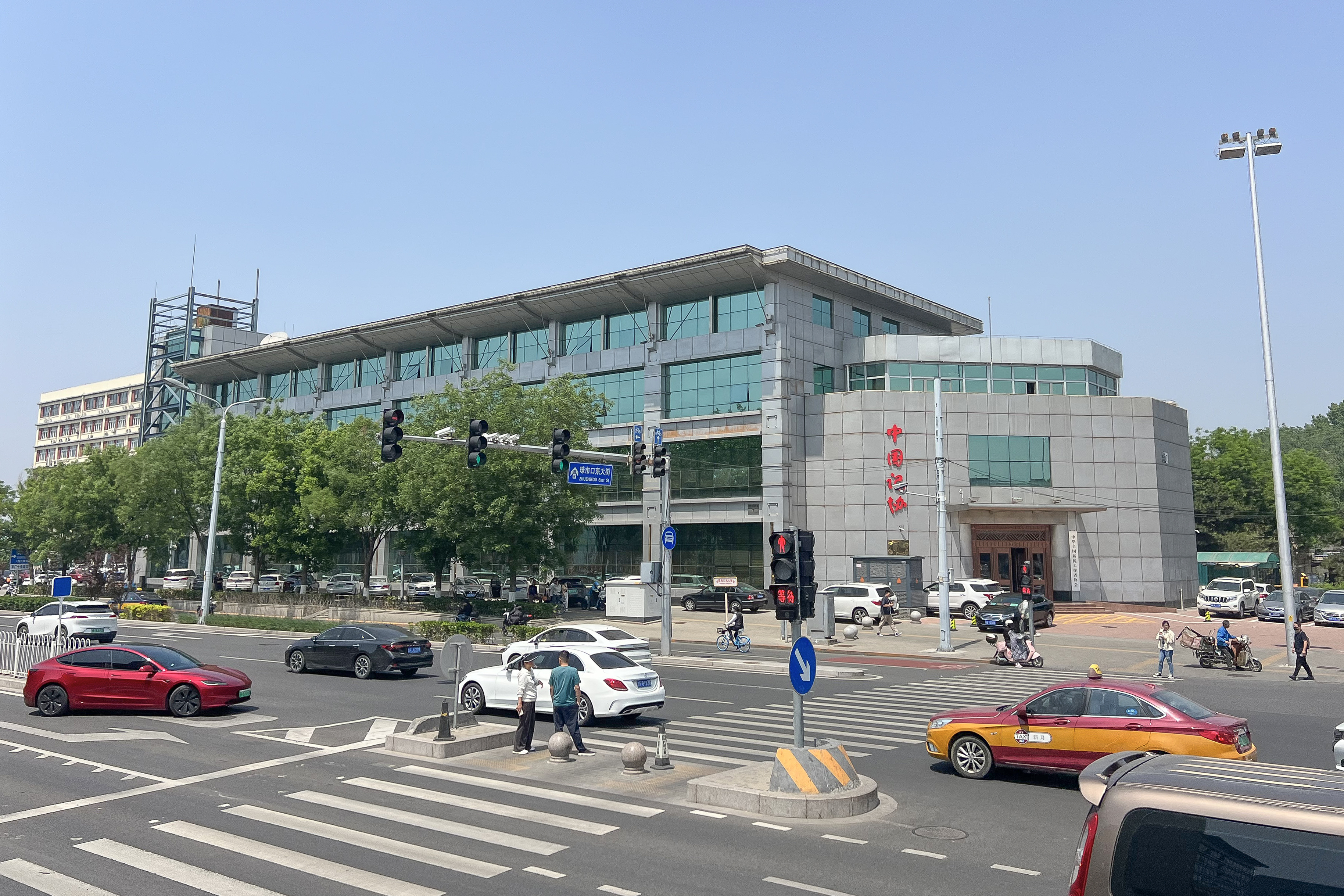
中国记协所在的中国新闻大厦

中华全国新闻工作者协会（英語：All-China Journalists' Association），简称中国记协，是中华人民共和国新闻界最大、影响力最为广泛的社会团体，同时受中国共产党领导，亦是参加中国人民政治协商会议的团体之一。

## 沿革
前身为在周恩来倡导下于1937年11月8日在上海成立的中国青年新闻记者学会。1937年11月8日，中国青年新闻记者学会在上海成立。1949年7月，中华全国新闻工作者协会筹备会在北平成立。
1957年3月14日，中华全国新闻工作者协会在北京正式成立。1966年，因为文化大革命，协会被迫停止活动。1980年，协会恢复活动。
1997年11月8日，记协成立60周年，正式推出会徽。
协会的最高权力机关为全国理事会，五年一届。理事由各下属团体单位推选产生，另设常务理事会承担理事会闭会间的工作。常务理事会选举产生主席、副主席并任命书记处书记，后者负责理事会的日常工作。协会现有团体会员214个，覆盖全国70多万新闻工作者，并与国外新闻界积极展开交流合作。
2020年8月31日，根据国家发展改革委《关于全面推开行业协会商会与行政机关脱钩改革的实施意见》（发改体改〔2019〕1063号），原由中国记协主管的全国报纸自办发行协会、中国行业报协会、中国电力报刊协会、中国企业报协会、中华全国农民报协会等5家行业协会与中国记协分离，依法直接登记、独立运行，剥离行政职能，不再设置业务主管单位。取消对其直接财政拨款，通过政府购买服务等方式支持其发展。

## 机构设置
根据有关规定，中国记协机关设置下列机构：

### 内设机构
- 办公室（机关党委、纪委）
- 国内工作部（宣传联络部）
- 国际联络部
- 台港澳工作部

### 直属事业单位
- 中国记协新闻培训中心
- 中国记协机关服务中心

### 主管社会团体
新闻社团
- 中国晚报工作者协会
- 中国新闻摄影学会
- 中国新闻漫画研究会
- 中国报纸副刊研究会
- 中国地市报研究会
- 中国县市报研究会
- 中国文摘报研究会
- 中国石油新闻工作者协会
- 中国邮电新闻工作者协会
- 中国铁路新闻工作者协会
- 中国汽车新闻工作者协会

地方组织
- 北京市新闻工作者协会
- 天津市新闻工作者协会
- 河北省新闻工作者协会
- 山西省新闻工作者协会
- 内蒙古自治区新闻工作者协会
- 辽宁省新闻工作者协会
- 吉林省新闻工作者协会
- 黑龙江省新闻工作者协会
- 上海市新闻工作者协会
- 江苏省新闻工作者协会
- 浙江省新闻工作者协会
- 安徽省新闻工作者协会
- 福建省新闻工作者协会
- 江西省新闻工作者协会
- 山东省新闻工作者协会
- 河南省新闻工作者协会
- 湖北省新闻工作者协会
- 湖南省新闻工作者协会
- 广东省新闻工作者协会
- 广西壮族自治区新闻工作者协会
- 海南省新闻工作者协会
- 重庆市新闻工作者协会
- 四川省新闻工作者协会
- 贵州省新闻工作者协会
- 云南省新闻工作者协会
- 西藏自治区新闻工作者协会
- 陕西省新闻工作者协会
- 甘肃省新闻工作者协会
- 青海省新闻工作者协会
- 宁夏回族自治区新闻工作者协会
- 新疆维吾尔自治区新闻工作者协会
- 新疆生产建设兵团新闻工作者协会（副厅级）

## 历任领导
- 中国青年新闻记者协会
  - 总干事：范长江（1937.11-1938.4）
- 中国青年新闻记者学会
  - 常务理事：范长江（1938.4-1949.7）
- 中华全国新闻工作者协会筹备会
  - 主任：胡乔木（1949.7-1957.3）
- 中华全国新闻工作者协会
  - 第一届 会长：邓拓 （1957.3-1960.3）
  - 第二届 主席：吴冷西（1960.3-1980.8）
- 中华全国新闻工作者协会恢复活动后
  - 执行主席：曾涛（1980.8-1983.4）
  - 第三届 主席：吴冷西（1983.4-1991.1）
  - 第四届 主席：吴冷西（1991.1-1996.10）
  - 第五届 主席：邵华泽（1996.10-2001.10）
  - 第六届 主席：邵华泽（2001.10-2006.10）
  - 第七届 主席：田聪明（2006.10-2011.10）
  - 第八届 主席：田聪明（2011.10-2016.11）
  - 第九届 主席：张研农（2016.11-2021.12）
  - 第十届 主席：何平（2021.12-）

## 主办奖项
- 中国新闻奖（1991年开始，每年一届）
- 长江韬奋奖（范长江新闻奖、韬奋新闻奖于2005年合并而成）